# 大學撥款委員會 (斯里蘭卡)
大學撥款委員會（英語：University Grants Commission）是負責斯里蘭卡大部分公立大學及其附屬機構撥款的公共實體。該實體的法源是《1978年第16號法律-大學法》。該實體於1979年12月22日正式成立，其工作語言為僧伽羅語、泰米爾語和英語。

## 外部連結
- University Grants Commission （页面存档备份，存于）